# غوون بو آه
غوون بو آه (بالهانغل: 권보아، وبالهانجا: 權珤雅) هي مغنية بوب كوري من كوريا الجنوبية، ولدت في 5 نوفمبر 1986 اشتهرت في جميع أنحاء آسيا. عند أول ظهور لها كانت تبلغ الـ 13 عاما، قبلت طلبا في بداية الأمر من إس إم إنترتينمنت لاكتشاف مواهبها، وتم قبولها.

## الشهرة والمواهب
قرر رئيس هذه الشركة ليي سوو مان بأن يصنع من بوا فنانة عالمية، وبعد سنتين من التدريب المتواصل، أصدرت بوا أول أعمالها، وهي ID Peace" B"، وهذا كان أول إطلالة لها على الساحة الفنية، وبعد سنتين أصدرت ألبوم بعنوان "Listen to My Heart"، وكان هذا الألبوم أول إطلالة لها في اليابان برعاية الشركة الشهيرة أفكس "Avex Group".
تعددت مواهب بوا، فهي تتحدث أكثر من لغة، لغة اليابانية ولغة الإنجليزية وبالطبع اللغة الأم الكورية وتتحدث أيضا المنديريان الصينية. وبعد فترة كبر نطاق شهرتها، واتسع في مختلف أنحاء آسيا، وعرفت بملكة الرقص هذا لأنها تقوم بالرقص خلال غنائها، ما ساعد أيضا على ذهول الجميع، حيث أن صوتها لا يتغير أبدا حتى مع هذه الرقصات القوية والمتعبة نظرا لصغر سنها، ولصغر حجمها أيضا. وهذا يجعل الكثير يحب قوتها على المسرح. وكانت بوا أول فنانة من خارج اليابان تترأس المراتب الأولى في المبيعات، وأخذت تنافس مع أميرات البوب الياباني مثل إيومي هاماساكي، وأوتادا هيكارو، وأمورو ناميه، وكودا كومي. ومع ذلك استمرت في مهنتها ونجاحها. وكان ثاني ألبوم لها في اليابان بعنوان "Valenti"، وأصدر في سنة 2003 أصبح أحسن المبيعات في أعمالها، وقد بيع أكثر من 1,249,000 نسخة في اليابان. وهذا الرقم القياسي لم تحققه أي مغنية كورية في اليابان أو أي مغنية من خارجه. وبعد هذا النجاح الباهر لألبومها قامت بوا بـجولة كبيرة.
و كان هذا أول احتفال لها لاحقا في هذه السنة. أصدرت بوا ألبومان اثنان في كوريا وهما "Atlantis Princess" و"Shine We Are"، ترأس هذان الألبومان المراتب الأولى في سنة 2004، وأصدرت ثالث ألبوم ياباني بعنوان "Love and Honesty"، وفي هذا الألبوم تم تغيير في نوع الموسيقى، حيث أنه احتوى على سنغل مصغر بعنوان "Rock With You"، وكان بمثابة صدمة لمحبين بوا أنه باستطاعتها أن تغني الـروك وببراعة وأغنيتها "Rock With You" ترأست المراتب الأولى، وبعدها قامت بإصدار ألبوم "Best of Soul"، وبيع أكثر من مليون نسخه خلال وقت قصير جدا من إصداره، وبذلك كانت بوا أول فنانة غير يابانية تبيع في اليابان أكثر من مليون نسخه من أعمالها في وقت قصير. وقررت بوا بتغيير صورتها عندما بلغت 18 من الطفلة البريئة إلى الفتاة البالغة مع كاريزما وهذا كان في رابع ألبوم لها تصدره في كوريا بعنوان "My Name" وتلقى إعجابا كبيرا في كوريا وانطباع جيد، وبعد ذلك قامت بإصدار خامس البوم لها وبعنوان Girls on Top وايظا مع صدور هذا الألبوم غيرت بوا مظهرها إلى أكثر نضجا وأكثر ثقة بالنفس وهذا باتخاذها المظهر البووهيمي وتصدر هذا الألبوم المراتب الأولى في كوريا وبعد عدة أشهر أصدرت بوا ألبومها الياباني الرابع "OUTGROW" في فبراير 2006 وهذا الألبوم سبب نجاحه هو أغنية "DO THE MOTION"، هذه الأغنية كانت من أفضل أغاني ألبومها "OUTGROW"، وكان الفيديو كليب رائعا، وأيضا تمثل بوا أكثر من دور في الكليب. وبعد أقل من سنة، أي في يناير عام 2007 أصدرت بوا ألبومها الياباني الخامس "Made in Twenty 20" وسبب تسميته بهذا الاسم هو وصولها سن 20 عاما، ومن أنجح أغاني ألبومها أغنية "Winter love". في آخر يوم من فبراير 2008، أصدرت البومها الياباني السادس وهو "The Face"، وأهم أغنية في الألبوم هو Sweet" "Impact. استعملت بوا في الكليب أسلوب الرقص مغني البوب العالمي مايكل جاكسون في فيلمه "Moonwalker"، وأعجب جمهور بوا بأسلوبها في الكليب. بعد صدور ألبومها "the face" أصبحت بوا أول مغنية غير يابانية تحتل جميع ألبوماتها المرتبة الأولى على التوالي في اليابان.،وفي نفس العام في 2 سبتمبر 2008 أعلنت أس إم إنترتانمنت أنه قد حان الوقت لتقوم بوا بتسجيل ألبومها باللغة الإنجليزية لأول مرة وقامو بنقلها إلى أس إم إنترتانمنت الأمريكية، وسيكون أول ظهور مباشر لها بعنوان "Best of Asia، Bring on America" (أفضل ما في آسيا يحظر إلى أمريكا) أغنية بوا الإنجليزي "Eat You Up" أصدرت على الإنترنت أولا بتاريخ 21 أكتوبر 2008، وترأس أحد المراتب المائة في "Billboard Hot" خلال فترة قصيرة، وسيوزع في الأسواق بتاريخ 11 نوفمبر 2008.

## ألبومات/سنغلات
| - 2000: ID; Peace B - 2002: 1 (عدد) - 2003: Atlantis Princess - 2004: My Name ‏ - 2005: Girls on Top - 2001: Jumping into the World - 2002: Miracle - 2003: Shine We Are! - 2009: Look Who's Talking | - 2002: Peace B. Remixes - 2003: Next World |

## وصلات مساعدة
- boa.ilikepop.com نسخة محفوظة 13 يوليو 2004 على موقع واي باك مشين.
- avexnet.or.jp/boa
- www.avex.com.tw/boa
- blog.oricon.co.jp/boa
- www.boaamerica.com
- www.myspace.com/boamusicusa

## روابط خارجية
- غوون بو آه على موقع IMDb (الإنجليزية)
- غوون بو آه على موقع ألو سيني (الفرنسية)
- غوون بو آه على موقع ميوزك برينز (الإنجليزية)
- غوون بو آه على موقع أول موفي (الإنجليزية)
- غوون بو آه على موقع أول ميوزيك (الإنجليزية)
- غوون بو آه على موقع ديسكوغز (الإنجليزية)
- غوون بو آه على موقع قاعدة بيانات الفيلم (الإنجليزية)